# Kaysha Love
Kaysha Love (née le 24 septembre 1997 à West Jordan, Utah) est une athlète américaine, spécialiste du sprint. En 2021, elle participe à la Coupe du monde de bobsleigh. Dans cette discipline, elle remporte une médaille de bronze en bob à 2 aux mondiaux 2023 avec Kaillie Humphries.

## Palmarès en bobsleigh

### Championnats monde
- : médaillé d'or en monobob aux championnats du monde de 2025.
- : médaillé de bronze en bob à 2 en 2023.

### Coupe du monde
- 13 podiums  : 
  - en bob à 2 : 3 victoires et 3 troisièmes places.
  - en monobob : 3 victoires, 3 deuxièmes places et 1 troisième place.

#### Détails des victoires en Coupe du monde
| Édition   | Bob à 2               | Monobob               |
| 2021-2022 | Altenberg             |                       |
| 2022-2023 | Lake Placid Altenberg |                       |
| 2023-2024 |                       | La Plagne Lillehammer |
| 2024-2025 |                       | Lillehammer I         |